# Parc solaire de Singureni
Singureni Solar Park est un parc de production photovoltaïque construit sur un 5 ha de terrain près de la commune de Singureni en Roumanie. La construction a commencé en mai 2010 et s'est achevée en décembre 2010. Le parc solaire devrait fournir 1 300 MWh d'électricité par an grâce à une puissance installée de 1 méga-watt.
L'installation se trouve dans le Județ de Giurgiu dans le sud de la Roumanie. Le coût d'investissement pour le parc solaire de Singureni s'élève à environ 3 millions d'€.

## Sources et références
1. ↑  Singureni Photovoltaic Park
2. ↑  « Renovatio Group - Asset Portfolio » [archive du 9 avril 2013], www.rnvgroup.com
3. ↑  « O singură firmă face curent de la Soare în România. Cum îi merge - portalul de business MONEY.ro », sur web.archive.org, 8 janvier 2014 (consulté le 23 août 2022)